# Hoštice-Heroltice
Hoštice-Heroltice település Csehországban, Vyškovi járásban. Hoštice-Heroltice Topolany, Prusy-Boškůvky, Pustiměř, Ivanovice na Hané, Křižanovice u Vyškova, Rybníček és Medlovice településekkel határos. Lakosainak száma 627 fő (2024. január 1.).

## Népesség
A település lakosságának változását az alábbi diagram mutatja:
| Lakosok száma | 617  | 659  | 738  | 656  | 557  | 555  | 603  | 619  | 629  | 627  |
|               | 1869 | 1890 | 1921 | 1950 | 1980 | 2001 | 2017 | 2019 | 2022 | 2024 |